# Цаконица
Цаконица (болг. Цаконица) — село в Болгарии. Находится в Врачанской области, входит в общину Мездра. Население составляет 95 человек.

## Политическая ситуация
Цаконица подчиняется непосредственно общине и не имеет своего кмета.
Кмет (мэр) общины Мездра — Иван Аспарухов Цанов (независимый) по результатам выборов в правление общины.